# 질적저하

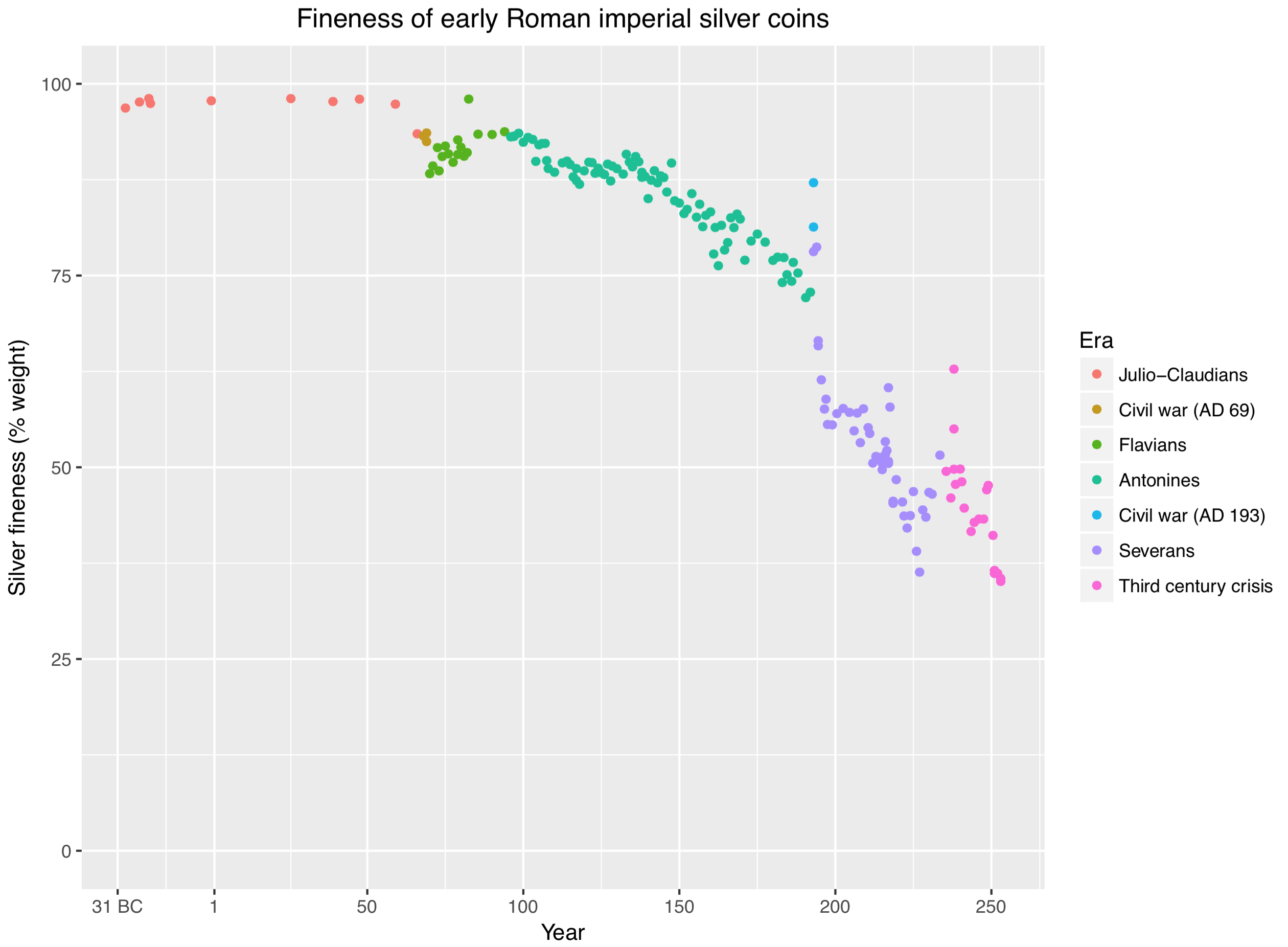
네로 치세인 기원후 64년부터 로마 제국의 은화는 꾸준히 악화가 되어서 3세기 말엽이 되면 은화에 은은 거의 남지 않게 된다.

주화의 질적저하(영어: debasement of coinage)란 실물화폐의 본질가치를 절하시키는 것이다. 실물화폐는 그 자체로 금이나 은 같은 귀금속 덩어리라는 점에서 가치를 갖는데, 이 금은화의 귀금속 함량을 낮추는, 즉 양화성(fineness)을 떨어뜨리고 악화를 발행하는 것이 질적저하다. 악화가 발행되는 동시에 화폐량이 늘어서 물가가 올라가게 된다.

## 같이 보기
- 평가절하
- 인플레이션
- 돈 태우기
- 슈링크플레이션